# Городская усадьба М. Ф. Михайлова
Городская усадьба М. Ф. Михайлова (Особняк А. И. Горячева) — историческое здание в центре Москвы (ул. Бахрушина, 17). Усадебный дом был построен в 1900—1910 годах по проекту гражданского инженера Н. Г. Фалеева для купца М. Ф. Михайлова. Сейчас здание занимает Центр детского творчества «Замоскворечье». Городская усадьба имеет статус объекта культурного наследия регионального значения.

## История

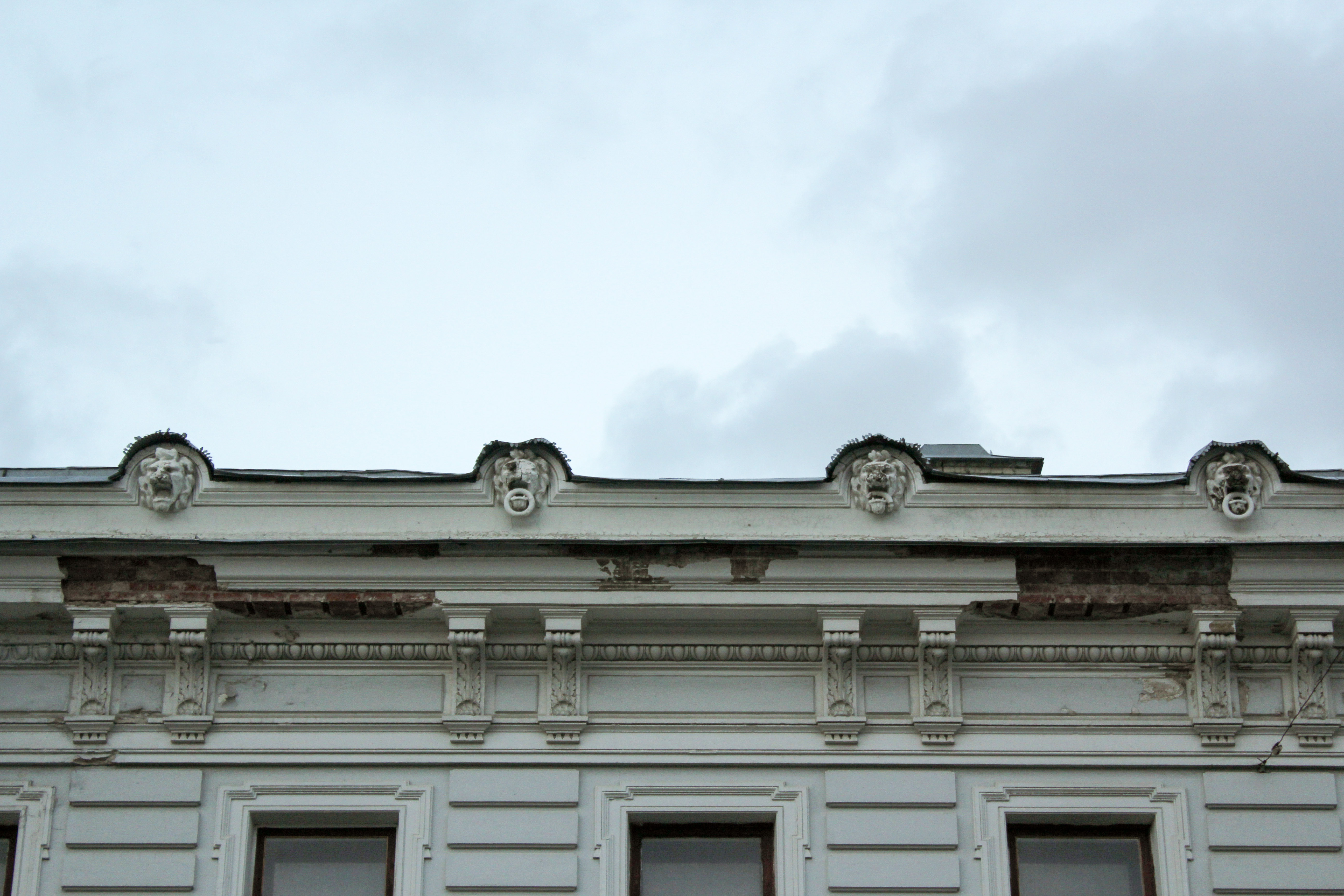
Львиные маски

Участок, на котором расположен нынешний дом 17 по улице Бахрушина, в 1820-х годах принадлежал мещанину Алексею Ивановичу Иванову. Там находился двухэтажный жилой дом с каменным низом и деревянным верхом, деревянный каретный сарай и сад с оранжереей. В 1898 году участок приобрёл Митрофан Фёдорович Михайлов — потомственный почётный гражданин, промышленник, совладелец московской красильной фабрики «Ф. Михайлов и сын». В 1900 году по заказу Михайлова на месте снесённых строений гражданский инженер Н. Г. Фалеев построил двухэтажную каменную городскую усадьбу с полуподвалом и одноэтажным каретным сараем слева от неё. В 1910 году тот же архитектор пристроил к углу здания двухэтажный объём с шатром.
К началу 1910-х годов владельцем особняка стал купец Андрей Иванович Горячев. После него вплоть до революции особняк принадлежал Владимиру Георгиевичу Лыжину. После Октябрьской революции в особняке разместился клуб и жилые помещения Московского электромеханического завода имени Серго Орджоникидзе. В особняке были сломаны несколько поперечных перегородок для устройства зрительного зала с наклонным полом. Окно в угловом помещении было заложено, и комната стала подсобкой. В 1942 году в здании разместился Дом пионеров Кировского района (позднее — Москворецкого). В постсоветское время он был переименован в Центр детского творчества «Замоскворечье».

## Архитектура
Двухэтажный особняк с полуподвалом построен в духе эклектики. Он отступает от красной линии улицы, что характерно для купеческих особняков того времени. Дом асимметричен в плане: угловой объём слева увенчан высоким усечённым четырёхгранным шатром со слуховым окном, на углу справа — эркер с четырёхгранным «чешуйчатым» куполом, служивший, по-видимому, будуаром хозяйки. В декоре фасада преобладают элементы барокко. Применяется сплошная горизонтальная рустовка. Этажи разделяются профилированными карнизами, венчает фасад карниз на кронштейнах. В аттик центральной части фасада вмонтированы четыре львиные маски. Окна декорированы наличниками с «ушами» и замковыми камнями, под окнами размещены филёнки.
Вдоль красной линии — ограда на рустованных столбах с изящной чугунной кованой решёткой, воротами и калиткой. Южная часть ограды изначально имела глухие сплошные каменные прясла, закрывавшие сад от взглядов прохожих. К настоящему времени из них сохранилось только два глухих прясла, северная часть ограды с воротами и калиткой уцелела полностью.
Изначально дом имел три входа: главный с севера, с юга (из сада на террасу) и с востока (чёрный, у которого располагались комнаты для прислуги). Терраса украшена четырьмя вазонами на прямоугольных тумбах. На первом этаже находились гостиные, столовая и кабинет хозяина. Отделка этих помещений наиболее богата: лепнина, кессонированные потолки, люстры и мраморные камины. Сохранилась парадная лестница, ведущая на второй этаж, с металлическим кованым ограждением маршей и площадок с деревянными поручнями и доломитовыми ступенями. Там располагались спальня, будуар, детские комнаты и комната гувернантки. Отделка этих помещений более скромная, с простыми карнизами. В каменном сарае, построенном одновременно с особняком, размещались конюшня, помещение для хранения и комната кучера.

## Михайловский сад
За особняком располагается обширный Михайловский сад, простирающийся до Татарской улицы. Сейчас это единственный общедоступный парк в административном районе Замоскворечье.
Сад был заложен в XVIII веке при купеческом владении. После проведённой М. Ф. Михайловым реконструкции в саду остались две просторные беседки и колодец. В дальнем углу находилась оранжерея. Из террасы особняка к саду вела небольшая лестница. Сейчас эта терраса служит сценой для различных выступлений. В саду находились площадки для занятия теннисом, крокетом, стояли качели, спортивные снаряды.
После Октябрьской революции сад стал общественным парком. В 1942 году, после открытия в особняке Михайлова Дома пионеров парк получил название Пионерский. Перед террасой, переоборудованной в сцену, был устроен фонтан с морскими коньками. Главная аллея парка шла от улицы Бахрушина. На ней находилась клумба с гипсовой статуей Ленина.
После 1991 года парк был переименован в Замоскворецкий, однако новое название было слишком общим и не прижилось. Вскоре он был переименован в Михайловский сад — в память о купцах Михайловых.
27 марта 2024 в Михайловском саду был открыт памятник актёру, режиссёру театра и кино Михаилу Ульянову. Автор памятника А.В. Балашов совместно с И.А. Бургановым, архитектор Ю.В. Менчиц.